# Xanthorhoe hyphagna
Xanthorhoe hyphagna là một loài bướm đêm trong họ Geometridae.